# Seznam písní Bohuslava Ondráčka
Toto je seznam písní zpěváka Bohuslava Ondráčka.

## A
Z nahrávek Českého rozhlasu:
- A dal mi knížku k vánocům
- A dali jsme ji jméno láska
- A tak dál nosíš po kapsách sny mládí (text: Zdeněk Borovec)
- Ačkoliv
- Angelo (text: Eduard Krečmar)
- Anonym
- Artista (text: Petr Rada)
- Ať krouží
- Ať ty tóny letí dál
- Ať zní (Chanson)
- Až půjde déšť do trávy spát
- Až vyjde slunce

## B
- Balada o kornetovi a dívce (text: Zdeněk Rytíř)
- Bejt sám (z muzikálu Gentlemani)
- Bez (text: Zbyněk Kovanda)
- Bílé vánoce
- Bílý stůl (text: Eduard Krečmar)
- Bonbon
- Buď vůle tvá (text: Eduard Krečmar)
- Buď hodná, dřív, než odejdeš

## C
- Cena za místo mezi lidmi (text: Jan Schneider)
- Companeros

## Č
- Čáry máry
- Čas je nejvyšší pán (text: Zdeněk Borovec)
- Černej sen (text: Bedřich Svatoň)
- Čím zvoní píseň má (text: Zdeněk Borovec)
- Člověk
- Čtyřlístek

## D
- Dál týdny, dál, dál mě nesou
- Dálky
- Dej svý děti spát
- Demons a and Angels
- Den žen (text: Jan Schneider)
- Deset schodů (text: Zbyněk Kovanda)
- Déšť to splách
- Dlouhá léta
- Dlouhý lán
- Dlouhý šál
- Dobrou noc po špatné party
- Don diri don
- Don Quijote de la Mancha

## E
- Estakáda

## F
- Fáma, píseň (Balada z hadrů)

## G
- Gaudeamus

## H
- Haléluja (z muzikálu Gentlemani)
- Hej, nebuď nesvá
- Hej, pane zajíci (text: Jan Schneider)
- Hnědej kůň
- Holka okatá (text: Zdeněk Borovec, 1972)
- Holky mládnou (text: Eduard Krečmar, 1988)
- Hou, hou (text: Zdeněk Rytíř)
- Hrál si se mnou
- Hřej mě (text: Jan Schneider)
- Hudební předěly

## Ch
- Chceš mít ještě víc

## J
- Já cestu k tobě najdu si (text: Jaroslav Šprongl)
- Já si vsadil na pár tónů
- Já stal se králem (z muzikálu Gentlemani)
- Já ti zabrnkám (text: Zdeněk Borovec, 1975)
- Jak jen ty ženský po mně jdou
- Jakoby nic (text: Zdeněk Rytíř)
- Jdi o dům dál
- Je náš
- Je půl vosmý (text: Jan Schneider)
- Jen tak (text: Jan Schneider)
- Jsem s tebou
- Jsem tvá dlouhá pouť
- Julia

## K
- Kam šel
- Kateřina
- Kde budeš zítra
- Kde jsou ta rána stříbrná
- Kde jsou ta trápení
- Kde máš svůj dům (text: Zdeněk Rytíř)
- Kdo teď má tě rád
- Kdo ví, kde usínáš a s kým
- Kondore
- Korzár
- Kroužím
- Kupte si strom (text: Zbyněk Kovanda)

## L
- Lampa (text: Pavel Vrba)
- Lásko, jak se máš
- Leť s námi, leť kosmem
- Léto, léto
- Lítám
- Líto, je mi líto
- Loďka z papíru
- Lola (Když Lola pila pátej drink)

## M
- Má louka
- Magion
- Malá mořská víla
- Máme víkend
- Mámin první bál
- Mámy nejdou
- Mějme své sny rádi
- Měl snědou tvář (text: Ivo Fischer)
- Micro-Magic-Circus (text: Zdeněk Rytíř)
- Mít doma měsíc jenom pro sebe (text: Zbyněk Kovanda)
- Mně se líbí (text: Karel Boušek)
- Moje láska (text: Marta Kubišová)
- Mou láskou dej se vést
- Musím zpívat jazz (text: Zbyněk Kovanda)
- Muž mnoha tváří (text: Zdeněk Rytíř, 1975)
- Můj zůstaň

## N
- Na ospalé ulici
- Na světě je moře holek (z muzikálu Gentlemani)
- Na to znamení stůj
- Namaluj déšť (text: Jan Schneider)
- Návštěva ve sklenici (text: Jan Schneider)
- Nebude-li on
- Nenaříkej
- Neříkej
- Nesmělý
- Někde musí být Ráj (text: Pavel Vrba)
- Noc a klíč
- Noci jsou plné záhad

## O
- Oh, baby, baby (text: Jan Schneider)
- Ó, mamá, ó papá
- Odjíždíš
- Ohne dich
- Opuštěná maringotka (z muzikálu Gentlemani)
- Ostrovy pokladů

## P
- Pamätníček pravej dámy
- Papagallo baby
- Pardon
- Paříž
- Patřím sem
- Peříčko holubí
- Piknik
- Píseň Ofelie (text: Jan Schneider)
- Píseň pro tvé dítě
- Písnička o krabičce (text: Jan Schneider)
- Pláňka
- Pojď se mnou, lásko má
- Pojď, kdo máš mě rád
- Pojďme, kam nás nohy donesou
- Poste restante
- Poupátko (text: Eduard Krečmar, 1973)
- Prach na botách
- Prázdný je ten dům
- První smích-první pláč
- Prý je mu líp
- Příboj (text: Jan Schneider)
- Přines ten klíč, Tony (text: Jan Schneider)
- Přísahej (text: Jan Schneider)
- Ptačí bál
- Ptám se vás, lidé

## R
- Radši – šanson (text: Jan Schneider)
- Requiem
- Rinaldino
- Ring-o Ding (text: Zdeněk Rytíř)
- Rodeo
- Romeo, mně se stýská
- Rose Marie

## S
- Sama řekla, že ho nemá ráda
- Sedm divů světa
- Sedm dostavníků
- Sentence
- Sešit-písnička
- Setkání
- Slogany
- Souhvězdí (z muzikálu Gentlemani)
- Soumrak
- Spoutaný proud
- Spoutej mě (text: Zdeněk Borovec)
- Strejček Charlie
- Stůj, noc dlouhá
- Svatba u dvou lilií
- Svátek v naší ulici
- Svážu stuhou déšť
- Svítání

## Š
- Šikmý oči

## T
- Ta řeč je tvá máma
- Tajga blues ’69 (text: Zdeněk Rytíř)
- Tak dávno
- Tak málo
- Tam vzhůru balón má mě nést
- Tam za poslední celnicí
- Tam, za tou trávou
- Táto, mámo, v komoře je myš
- To prý je Laura
- To se stává
- To sem celej já (z muzikálu Gentlemani)
- Toužení
- Tramvaj č.200
- Trojúhelník
- Tropicana
- Třináctá píseň (Balada z hadrů, text: Jan Schneider)
- Tulácká (text: Zbyněk Kovanda)
- Tvá loď se vrátí (text: Zdeněk Borovec)
- Tvá malá Jane
- Tvůj první velký kluk jsem já
- Tys bejval mámin hodnej syn (text: Zdeněk Borovec)

## U
- Už svítá

## Ú
- Úsměv

## V
- V natáčkách
- Vejdem
- Velký zápas
- Víla
- Vítr je na mě zlý
- Volám déšť (text: Jan Schneider)
- Vstávej
- Vypalte znamení

## Z
- Za to, že jsem utrh jablko
- Zase odjel jeden kamion
- Zelené blues
- Zem se koulí
- Zlý dlouhý půst (text: Pavel Vrba)
- Zmijí striptýz
- Znuděné kytky úřadů
- Zoo
- Zpěv náš vezdejší
- Zvolna